# 銀蓮公園
《銀蓮公園》是由羅恩·吉伯特與蓋瑞·溫尼克所合力創作的電子冒險遊戲，此遊戲專案在2014年期間開始於集資網站Kickstarter上公開消息以進行群眾募資獲得開發資金，並於2017年3月30推出。作品內容為模仿過去他們參與開發的《瘋狂大樓》、《猴島的秘密》等遊戲之精神續作。

## 玩法
遊戲操控介面上類似《瘋狂大樓》模式，即畫面下半部有著「開啟」（Open）、「交談」（Talk to）、「使用」（Use）等動作指令選單以及道具列。玩家可以在遊戲畫面上觀察可能有著重要內容的事物後，來點選選單中的動作指令讓角色去執行。
與《瘋狂大樓》相同；《銀蓮公園》同樣可讓玩家切換操作數名不同角色闖關。

## 劇情
內容為描述在一個名叫銀蓮公園（Thimbleweed Park）小鎮上發生一起神秘的謀殺案件，之後一對男女偵探芮（Ray）與雷耶斯（Reyes）來到小鎮後；開始試圖找出案件背後不為人知的謎團。

## 開發

### 契機
2014年11月18日，羅恩·吉伯特於自己的官方部落格「GrumpyGamer」上發佈一道消息，內容提到他數個月前與過去在遊戲商LucasArts共事的蓋瑞·溫尼克談天，當時他們提到過去1987年在LucasArts開發冒險遊戲《瘋狂大樓》的美好回憶；並喜愛那一段市面上還擁有著簡單、純真有趣的冒險遊戲作品年代，之後溫尼克進一步提議不如再製作一份像當時年代風格的冒險遊戲；並將它當成是「一款大家過去沒有玩到的LucasArts冒險遊戲作品」。而吉伯特認同溫尼克的想法，便在集資網站Kickstarter上發表出他們將進行開發遊戲《銀蓮公園》的募款計畫。
之後《銀蓮公園》在2015年1月2日正式進行開發，吉伯特與溫尼克也將此遊戲作為向《雙峰》、《X檔案》、《無間警探》等懸疑電視影集致意的惡搞版。

### 資金
最初《銀蓮公園》在網站Kickstarter的募款金額預計需要37萬5千美元，之後到2014年12月18日已從15623名募款者上湊得62萬多美元的資金，這些超出預期的資金讓《銀蓮公園》專案出現一些額外的開發計畫，例如替遊戲角色增加英語配音、補充德語和法語及義大利語等其它語言字幕，以及新增設計適用於智慧型手機平台的Android與iOS遊戲版本。
於募款期間結束後，扣掉支付給Kickstarter與負責販售此遊戲的亞馬遜公司佣金費用；吉伯特與溫尼克獲得約56萬多美元可作為運用的資金。

### 製作群
在開發項目分配上，吉伯特負責了遊戲的程式以及引擎；溫尼克擔任了遊戲美術部分，他們兩人也合力構思遊戲的世界觀、劇情、與謎題。而過去同樣與他們在遊戲商LucasArts共事的大衛·福克斯與馬克·費拉利（Mark Ferrari）也加入了《銀蓮公園》開發團隊，分別協助了程式與美術項目，另來自西班牙巴塞隆納創作像素風格繪圖的藝術家奧泰維·納瓦羅（Octavi Navarro）也為遊戲裡的美術內容分擔事項。

### 技術
吉伯特在2014年8月期間便開始找尋適合開發此作品的遊戲引擎，考慮到避免花費時間將其它引擎改寫成符合自身要求的情況，吉伯特回頭採用過去自身以C/C++研發；用在《大大城堡》與《狡猾海盜》上的2D遊戲圖形引擎，並添加SDL函式庫讓此引擎能額外使用輸出入功能。而吉伯特原先計畫選用Lua程式語言來處理遊戲的腳本方面項目，之後因對於Lua的語法不上手改用了Squirrel語言。

## 外部連結
- 《銀蓮公園》官方網站 （页面存档备份，存于）（英文）
- 《銀蓮公園》官方部落格 （页面存档备份，存于）（英文）